# 后溪古渡
后溪古渡，位于中国广东省汕头市潮阳区棉北街道平北、平南居委交界，现为潮阳区文物保护单位，类型为其他，公布时间为1997年4月9日。
后溪古渡的历史年代为唐代。